# خلافة الإمبراطورية البيزنطية
منذ سقوط الإمبراطورية البيزنطية كانت خلافتها نقطة نزاع رئيسية جيوسياسيًا عبر دول مختلفة تطالب بإرث ووراثة الإمبراطورية البيزنطية، وبين الأعضاء الباقين من النبلاء البيزنطيين وأحفادهم. من الناحية التاريخية، كانت ادعاءات الإمبراطورية العثمانية هي الأبرز، إذ غزت بيزنطة عام 1453 وحكمت من عاصمتها السابقة المسماة القسطنطينية، والإمبراطورية الروسية التي كانت أقوى دولة تمارس المسيحية الأرثوذكسية؛ والعديد من النبلاء والشخصيات في أوروبا الغربية من أصول إمبراطورية زائفة ومشكوك فيها بشكل متزايد.
سقطت القسطنطينية في يد الإمبراطورية العثمانية في 29 مايو 1453، مع وفاة الإمبراطور الأخير قسطنطين الحادي عشر باليولوجوس في القتال. كانت الإمبراطورية البيزنطية استمرارًا للإمبراطورية الرومانية القديمة في العصور الوسطى، إذ نُقلت عاصمتها من روما إلى القسطنطينية في القرن الرابع على يد أول إمبراطور مسيحي في روما، قسطنطين الكبير. كانت الخلافة الوراثية هي القاعدة في الغالب، ولكن عادت جذور الإمبراطورية البيزنطية إلى بيروقراطية روما القديمة، بدلًا من أفكار أوروبا الغربية النموذجية عن الوراثة. كان اعتلاء حاكم جديد عرش الخلافة عملية معقدة وافتقرت الإمبراطورية إلى قوانين رسمية للخلافة. لم تحظر الخلافة عن طريق النسب غير الشرعي أو التبني أو الاغتصاب وكانت قانونية، وكان حاكم القسطنطينية أيًا كان هو الحاكم الشرعي في أي وقت. تأسست معظم سلالات الإمبراطورية البارزة من خلال الاستيلاء على العرش بالقوة. على هذا النحو، أعلن السلطان العثماني محمد الثاني، الذي غزا القسطنطينية، نفسه إمبراطورًا جديدًا باسم قيصر الروم في أعقاب الفتح.
لم تُقبل ادعاءات العثمانيين دوليًا. ادعت روسيا تاريخيًا أنها خليفة للإمبراطورية البيزنطية عبر علاقات الزواج من سلالة باليولوجوس ومن خلال حكم أقوى دولة ملتزمة بالكنيسة الأرثوذكسية الشرقية، وهو ادعاء حاول الروس فرضه عدة مرات في الحروب الروسية التركية العديدة. في أعقاب عام 1453، وبعد أن هرب النبلاء البيزنطيون من الغزو العثماني، نظروا إلى الأعضاء الباقين من سلالة باليولوجوس بصفتهم أباطرة محتملين، واقترح البعض منهم تتويج ديميتريوس باليولوجوس (1407-1470)، شقيق قسطنطين الحادي عشر الذي حكم في الموريا. كان ديميتريوس غير راغب في ذلك وأسره العثمانيون عام 1460. في عام 1483، أعلن ابن أخ قسطنطين الحادي عشر المدعو أندرياس باليولوجوس (1453-1502) نفسه الإمبراطور الشرعي في المنفى في إيطاليا.
مات آخر شخص من سلالة الذكور الموثقة والمثبتة من عائلة باليولوجوس في أوائل القرن السادس عشر، لكن ذلك لم يمنع المزورين والمدعين والمحتالين وغريبي الأطوار من ادعاء النسب إلى الأباطرة القدامى، ولم يقتصر الأمر على سلالة باليوليوجوس بل امتد ليشمل السلالات الحاكمة السابقة الإمبراطورية، والتي كان للعديد منها أحفاد عاشوا بعد عام 1453. طالب المدعون والمزورون في هذه القضايا باللقب الإمبراطوري نفسه. نالت بعض العائلات اعترافًا واسع النطاق نسبيًا، مثل عائلة أنجيلو فلافيو كومنينو التي ادعت أنها من نسل سلالة أنجيلوس. ما يزال بعض المطالبين «البيزنطيين» نشطين حتى اليوم، على الرغم من عدم وجود قوانين رسمية للخلافة البيزنطية ما يجعل العثور على وريث «شرعي» أمرًا مستحيلًا. ترافقت هذه الشخصيات أغلب الأحيان برتب فروسية مخترعة وروابط ملفقة بالإمبراطورية البيزنطية عادةً، على الرغم من حقيقة أن رتب الفروسية كانت غير معروفة تمامًا في العالم البيزنطي. كان آخر متظاهر حقق شهرة كبيرة ملفقًا من القرن التاسع عشر يُدعى ديمتريوس رودوكاناكيس (1840-1902)، وظهر أيضًا العديد من المزورين والمحتالين الأقل نجاحًا منذ عصره. استندت الادعاءات الأكثر صحة لميراث باليولوجوس إلى الميراث القانوني وليس الأنساب، بالإضافة إلى النسب الأمومي. زعمت عائلة توكو، وهم أحفاد توماس باليولوجوس، والد أندرياس باليولوجوس، أنها تمثل سلالة الإمبراطورية البيزنطية الشرعية وذلك منذ القرن السادس عشر حتى انقراضها عام 1884، ولكنهم لم يطالبوا بأي ألقاب إمبراطورية. بين عامي 1494 و1566، ادعى ملوك فرنسا علنًا أنهم أباطرة القسطنطينية الفخريون بناء على حقيقة أن تشارلز الثامن ملك فرنسا قد اشترى اللقب من أندرياس باليولوجوس في عام 1494، على الرغم من أن أندرياس اعتبر لاحقًا أن هذا البيع باطل.